# Ceroplesis buttneri
Ceroplesis buttneri là một loài bọ cánh cứng trong họ Cerambycidae.